# كأس سلوفاكيا 2009–10
كأس سلوفاكيا 2009–10 (بالسلوفاكية: Slovenský pohár vo futbale 2009/2010)‏ هو موسم من كأس سلوفاكيا. كان عدد الأندية المشاركة فيه 48، وفاز فيه نادي سلوفان براتيسلافا.